# Emil Kautzsch

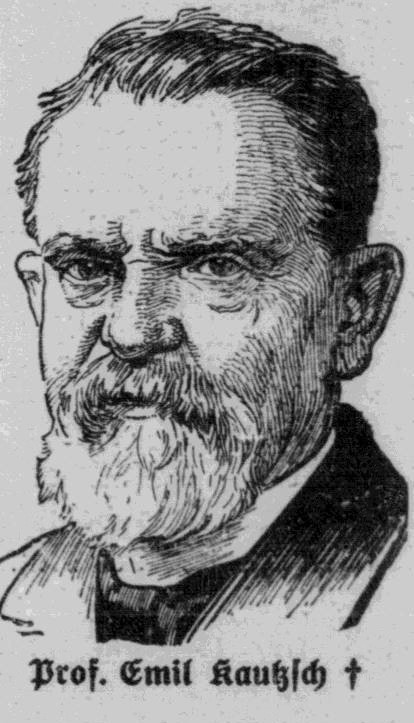
Emil Kautzsch

Emil Friedrich Kautzsch, född den 4 september 1841 i Plauen, död den 7 maj 1910 i Halle, var en tysk protestantisk teolog och orientalist, far till Rudolf Kautzsch.
Kautzsch blev 1871 extra ordinarie teologie professor i Leipzig och 1872 ordinarie professor i Basel, flyttade 1880 i samma egenskap till Tübingen och 1888 till Halle, där han verkade som professor i Gamla testamentets exegetik. Han gjorde sig känd som en av de främsta banbrytarna för sin tids gammaltestamentliga forskning och var på många sätt verksam för att göra dess resultat kända för den teologiskt intresserade allmänheten. 
Bland hans vetenskapliga arbeten kan nämnas De veteris testamenti locis a Paulo apostolo allegatis (1869), Echtheit der moabitischen Altertümer (1876, tillsammans med Socin), Die Aramaismen im Alten Testament (1902). Därjämte utgav han nya upplagor av Hagenbachs Encyklopädie und Methodologie, av Gesenius Hebräische Grammatik och av Scholz Abriss der hebräischen Laut- und Formenlehre samt utgav själv Grammatik des Biblisch-Aramäischen (1884). 
Mest känd torde han ha gjort sig genom den i förening med flera tyska lärda utgivna översättningen, jämte historisk-kritiska anmärkningar och inledningar, av Gamla testamentets kanoniska, apokryfiska och pseudoepigrafiska böcker: Die Heilige Schrift des Alten Testaments (1890–94; 3:e upplagan 1908–10 med registerband 1912, utarbetat av Holzinger) och Die Apokryphen und Pseudepigraphen des Alten Testaments (1898–1900). Därjämte utgav han (sedan 1888) jämte andra "Theologische Studien und Kritiken".